# Święty Jakub w bitwie pod Clavijo
Święty Jakub w bitwie pod Clavijo (hiszp. Santiago en la batalla de Clavijo) – obraz olejny hiszpańskiego malarza José Casady del Alisala, przedstawiający św. Jakuba nazywanego Pogromcą Maurów w bitwie pod Clavijo.

## Opis
W 1880 zamówiono nowe dekoracje dla bazyliki San Francisco el Grande w Madrycie, aby przekształcić ją w świątynię narodową. Pracami kierował Carlos Luis de Ribera, a José Casado del Alisal był odpowiedzialny za dekorację kaplicy św. Jakuba. Wielkoformatowy obraz dla tej kaplicy ukończył 29 lipca 1885.
Płótno przedstawia św. Jakuba nazywanego Pogromcą Maurów biorącego udział w bitwie pod Clavijo. Święty został przedstawiony na białym koniu, szarżujący z lewej strony na muzułmańskie wojsko. Ma na sobie kolczugę, w lewej ręce dzierży białą chorągiew z czerwonym krzyżem swojego zakonu, a w prawej miecz. Jego twarz ma zaciekły, epatujący siłą wyraz, a głowę otacza złota aureola. Po prawej stronie grupa muzułmanów zmaga się z trzema chrześcijańskimi rycerzami konnymi uzbrojonymi we włócznie. Szaty pozwalają rozróżnić walczące strony: muzułmanie noszą turbany i peleryny, a chrześcijanie kolczugi i hełmy. Na pierwszym planie widać trzech poległych rycerzy muzułmańskich oraz leżący na ziemi czerwony sztandar, który podkreśla ich porażkę. Po lewej stronie czterech muzułmanów podejmuje ucieczkę, a ich twarze są pełne strachu. Po prawej stronie widać zamek, który przypomina ten z Aguilar de Campoo, a w dali niebieski zarys gór. Pomimo że jest to dzieło o tematyce religijnej, Casado przedstawia tę scenę jak w malarstwie historycznym.
Istnieją dwie kopie tego obrazu (z drobnymi zmianami) wykonane przez samego autora. Jedna znajduje się w Monasterio de Ucles w Cuence.